# さがらごうち
さがらごうち（1994年〈平成6年〉10月13日 - ）は、日本のYouTuber。本名は相樂長宏。UUUM所属。

## 概要
福島県出身。1浪して、東北大学工学部に進学。2016年と2017年のミスター東北大学コンテストで、グランプリを獲得し、2017年のミスターオブミスターにて、ファイナリスト（タイトルは獲得していない）選ばれた。1留し、さらに、大学院入試にも不合格となり、現在は、一般企業に勤務しながら、YouTubeの投稿をしている。2020年までは、主にあるあるネタを投稿し、現在は、インドアアイテムを紹介している。